# Hoppenmühle (Gardelegen)
Hoppenmühle ist ein Wohnplatz im Ortsteil Ziepel der Stadt Gardelegen im Altmarkkreis Salzwedel in Sachsen-Anhalt.

## Geografie
Der Wohnplatz Hoppenmühle liegt direkt an der Milde, etwa einen Kilometer östlich von Ziepel etwa 4 Kilometer südwestlich von Gardelegen im Landschaftsschutzgebiet Gardelegen-Letzlinger Forst.

## Geschichte
Im Jahre 1721 wird die Hoppen=Mühle, eine Mühle zum Kirchspiel Ipse gehörig, in Akten erstmals erwähnt. Im Jahre 1745 ist die Rede von einer Wassermühle mit zwei Mahlgängen.

### Einwohnerentwicklung
| Jahr | Einwohner |
| ---- | --------- |
| 1774 | 3         |
| 1789 | 6         |
| 1798 | 8         |

| Jahr | Einwohner |
| ---- | --------- |
| 1801 | 9         |
| 1818 | 7         |
| 1871 | 5         |

| Jahr | Einwohner |
| ---- | --------- |
| 1885 | 7         |
| 1895 | 7         |
| 1905 | 7         |